# Lady Chilel Jawara
Die Lady Chilel Jawara war ein Passagierschiff auf dem Gambia-Strom im westafrikanischen Staat Gambia. Es war das letzte Passagierschiff, das einen regelmäßigen Fahrbetrieb längs des Flusses unterhielt, seitdem gibt es nur noch Fähren quer zum Fluss.

## Technische Daten
Das Schiff war mit 702 Bruttoregistertonnen vermessen und war 51,39 Meter über Alles lang, 9,63 Meter breit und hatte eine Seitenhöhe von 2,93 Meter. Der Tiefgang des Schiffes war 2,35 m. Für den Passagierverkehr standen auf sechs Decks 44 Kabinen zur Verfügung, weitere 200 Passagiere konnten auf Deck als Deckpassagiere befördert werden. Es waren zwei Einzelkabinen, 16 Zwei- oder Vierbettkabinen.
Der Schiffsantrieb bestand aus zwei von G.E.C. Diesels gelieferten Kelvin-Achtzylinder-Viertakt-Dieselmotoren mit zusammen 1060 PS, die über Reduzierwendegetriebe auf zwei Festpropeller wirkten. Die maximale Geschwindigkeit lag bei elf Knoten. Die Bordenergie wurde von zwei Hilfsdieseln mit jeweils 129 kW Leistung bereitgestellt.
Die Baukosten betrugen damals 1.500.000 Pfund Sterling.

## Geschichte

### Inbetriebnahme
Das Passagierschiff wurde 1978 von der Werft Ferguson Brothers in Port Glasgow als Baunummer 476 für die Regierung Gambias gebaut. Der Stapellauf erfolgte am 29. März 1978. Getauft wurde das Passagierschiff auf dem Namen Lady Chilel Jawara, der Name der Gemahlin des damaligen Staatspräsidenten Dawda Jawara, Chilel Jawara. Das Schiff ersetzte die Lady Wright, deren Fahrten im April 1977 eingestellt wurden.
Den Fahrbetrieb auf dem Gambia wurde am 25. September 1978 aufgenommen. Das Schiff war 1978 und 1992 als Motiv auf Briefmarken abgebildet. Anlässlich ihres Afrikabesuchs im Februar 1984 reiste Prinzessin Anne mit der Lady Chilel Jawara und nahm am 18. Februar 1984 in Banjul eine Parade zum Unabhängigkeitstag Gambias ab.

### Betrieb
Bei ihren Fahrbetrieb bewegte sie sich auf einer Strecke von 390 Kilometer bzw. 250 Meilen von der gambischen Hauptstadt Banjul am Atlantischen Ozean flussaufwärts bis nach Basse Santa Su. Diese Strecke legte sie innerhalb einer Woche zurück. Von November bis April wurde Linie wöchentlich befahren und in der Regenzeit alle vierzehn Tage. Die Fahrt dauerte vom Dienstagmittag bis zum frühen Donnerstag, die Rückkehr nach Banjul wurde freitags am Spätnachmittag oder auch am späten Abend beendet.
Die Lady Chilel Jawara hatte ihrer Zeit ab Albreda das Monopol auf dem Gambia für die Passagier-, Fracht- und dem Postverkehr. Auf dem Zwischendeck befand sich seinerzeit das einzige mobile Postamt der Welt und nachdem die Dienststellen auf dem Mississippi eingestellt wurde, war es das letzte Postamt dieser Art. Die Postsendungen wurden, ohne Aufpreis, mit dem Stempel „T.P.O. – Travelling Post Office“ versehen.
Haltepunkte auf der Strecke zwischen Banjul und Basse waren unter anderem: Albreda, Kerewan, Tendaba, Yeli Tenda, Kudang Tenda, Kuntaur und Georgetown (heutiger Name: Janjanbureh).

### Untergang
Auf ihrer letzten Fahrt verließ die Lady Chilel Jawara am 4. Dezember 1984 Banjul, erreichte Basse, kehrte anschließend um und befand sich wieder auf den Rückweg nach Banjul. Nach einem Augenzeugenbericht erhielt das Schiff am 7. Dezember 1984 um 10:10 Uhr eine Schlagseite. Das Schiff befand sich bei Balingho westlich des Devil Point. Das Schiff hatte am Rande des Fahrwassers dieses Flussbereiches mit gefährlichen Untiefen eine Grundberührung, woraufhin sie kenterte und sank.
Von den 73 gambischen Deckpassagiere und 25 europäischen Passagieren ertranken vier Menschen: drei britische Touristen und ein gambisches Mädchen. Von dem Wrack sind bis heute noch zwei aus dem Flusswasser ragende Masten zu erkennen.